# Zouada
Zouada  (in arabo زوادة‎?) è un centro abitato e comune rurale del Marocco situato nella provincia di Larache, regione di Tangeri-Tetouan-Al Hoceima. Conta una popolazione di 23 223 abitanti (censimento 2014).